# 1972 في غانا
فيما يلي قوائم الأحداث التي وقعت خلال عام 1972 في غانا.

## سياسة

### انتهاء فترة المنصب
- 13 يناير – إدوارد أكوفو إدو رئيس غانا.

## مواليد

### مارس
- 5 مارس – وليام نجوكو لاعب كرة سلة كندي.

### سبتمبر
- 25 سبتمبر – كيم غرانت لاعب كرة قدم غاني.

## وفيات

### أبريل
- 27 أبريل – كوامي نكروما (مواليد 1909)